# Рунк (Околіш, Алба)
Рунк (рум. Runc) — село у повіті Алба в Румунії. Входить до складу комуни Околіш.
Село розташоване на відстані 308 км на північний захід від Бухареста, 48 км на північ від Алба-Юлії, 32 км на південь від Клуж-Напоки.

## Населення
За даними перепису населення 2002 року у селі проживали 167 осіб, з них 166 осіб (99,4%) румунів. Рідною мовою 166 осіб (99,4%) назвали румунську.